# Bastões de mensagem

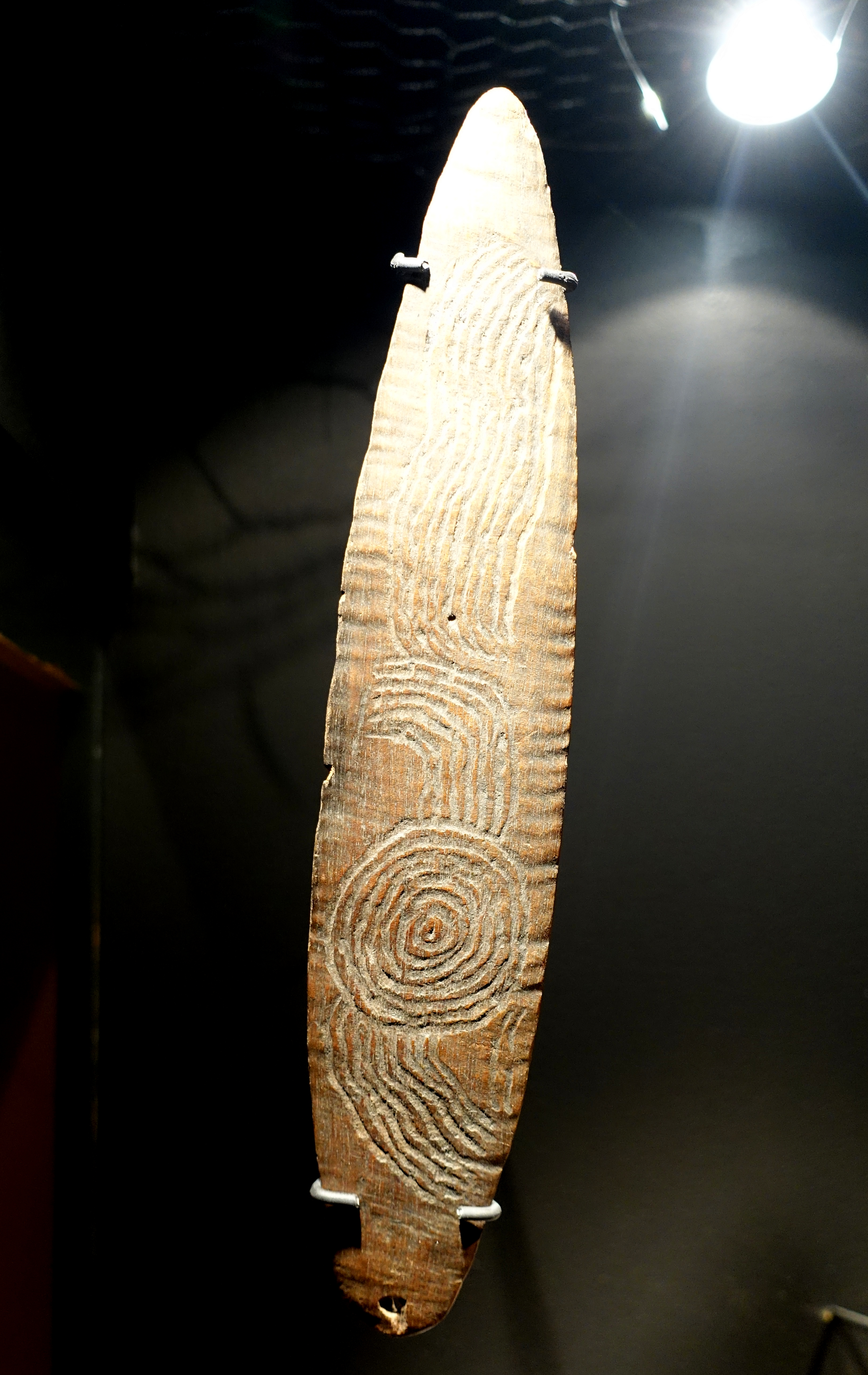
Um bastão de mensagem

Um bastão de mensagem é uma tradicional forma de comunicação usada pelo povo aborígene australiano que consiste numa sólida peça de madeira de 20 a 20 cm de comprimento gravada com pontos e curvas entalhadas.
As mensagens eram passadas entre diferentes clãs de naivos, por vezes de línguas diferentes para estabelecer comunicações e transmitir informações. Eram usadas muitas vezes por grupos vizinhos para convidar para marcar corroborees, lutas grupais e jogos de bola chamados marn grooks. 
Alfred Howitt escreveu sobre o povo Wurundjeri que vive na área de Melbourne:
O homem mais idoso (Patriarca, chefe do cã), tendo elaborado tal bastão de mensagem entrega ao ancião que lhe está mais próximo, que o inspeciona e, se necessário, adiciona mais marcas e dá as instruções correspondentes. Finalmante, tendo o bastão passado por um a um dos homens mais velhos presentes, vai para o mensageiro que recebe também a correspondente mensagem verbal. Se alguma duração de tempo é relacionada à mensagem, ou se alguma enumeração de campos ou etapas (de jogos) é feita, usa-se o método da numeração aborígene australiana para explicar isso. 
São comumente chamados de cartas pelos aborígenes e são transmitidas por mensageiros (carteiros) que podem percorrer centenas de km para entregá-las.
Donald Thomson, contando sua jornada na Terra de Arnhem depois da crise da Baía Caledônia, Território do Norte, de 1932-34, escreveu sobre Wonggu enviando um bastão de mensagem a seus filhos que estavam na prisão para indicar um chamado para trégua. O bastão apresentava grupos de pessoas sentadas juntas, estando Wonggu ao centro, visando manter a paz.
Jeannie Gunn escreveu sobre a vida num local de Mataranka, Território do Norte, em 1902:
Então, ele de forma coloquial me mostrou um pequeno pedaço de pau com traços sobre o mesmo e disse que era um bastão/carta de um  “blackfellow”  (termo pejorativo para aborígene) ou, como ele chamou um,  "yabber-stick" (termo australiano para mensagem ininteligível). Era de forma cilíndrica, não plana como a maioria das correspondências, e se tratava de um convite para um corroboree. As marcas gravadas explicavam o tipo de corroboree e diziam que se daria Duck Creek. Havia algumas outras informação ali gravadas. 
O jornal dos estudantes da Universidade de Nova Gales do Sul (UNSW) leva o nome de Tharunka, termo que designa os bastões de mensagem no dialeto da Austrália Central.